# Maurice Long
Maurice Long (15 tháng 3 năm 1866 - 15 tháng 1 năm 1923) là một chính trị gia, luật sư người Pháp. Ông từng giữ chức bộ trưởng năm 1917 trong chính phủ của Paul Painlevé và là Toàn quyền Đông Dương từ tháng 12 năm 1919 đến tháng 1 năm 1923. Maurice Long cũng là nghị sĩ của tỉnh Drôme từ năm 1910 cho tới khi mất vào năm 1923.

## Tiểu sử
Ông sinh ngày 15 tháng 3 năm 1866 ở Crest, tỉnh Drôme, Pháp.
Năm 1914, sau khi hoàn thành nghĩa vụ quân sự, ông nhập ngũ vào Trung đoàn 3 bộ binh Pháp. Ông bị thương vào tháng 11 năm 1914 trên bờ sông Aisne.
Là một người theo chủ nghĩa xã hội cấp tiến, ông được bổ nhiệm làm bộ trưởng cung ứng vào năm 1917 trong nội các đầu tiên của Paul Painlevé. 
Ngày 10 tháng 12 năm 1919, ông được bổ nhiệm giữ chức Toàn quyền Đông Dương và có quyền thành lập Hội đồng Thuộc địa Nam Kỳ và Viện Dân biểu Trung Kỳ. Ông chính thức vào nhiệm sở ngày 21 tháng 1 năm 1920. Long đã hoàn thành tốt cương vị này nhờ vào phẩm chất của một nhà quản trị và kỹ năng xoa dịu dân bản xứ. Nhà Đấu xảo Hà Nội có thời gian mang tên Bảo tàng Maurice Long.
Ông cũng là nghị sĩ đại diện tỉnh Drôme từ năm 1910 cho đến khi qua đời vào năm 1923.
Ông trở lại Pháp vào năm 1922 trong dịp triển lãm thuộc địa. Ông phải tháp tùng vua Khải Định trong chuyến công du Pháp từ ngày 15 tháng 5 đến ngày 11 tháng 8 năm 1922. Long dành một thời gian ngắn với gia đình ở Chabrillan (Drôme, Pháp) rồi trở lại Đông Dương, nhưng không may qua đời trên đường đi tại Colombo, xứ Ceylon thuộc Anh (nay là Sri Lanka) vào ngày 15 tháng 1 năm 1923. Ngày 16 tháng 2 năm 1923, ông được đưa về an táng ở Chabrillan.